# Dragowischtiza (Oblast Sofia)
Dragowischtiza (bulgarisch Драговищица) ist ein Dorf in der Gemeinde Kostinbrod in Westbulgarien. Seine Einwohnerzahl beträgt 1212.

## Geografie
Das Dorf liegt nur 3 Kilometer von Kostinbrod entfernt auf 630 m Höhe im Sofioter Talkessel. Politisch gesehen befindet es sich in der Oblast Sofia. Durch den Ort verläuft der Fluss Kriwa.

## Geschichte

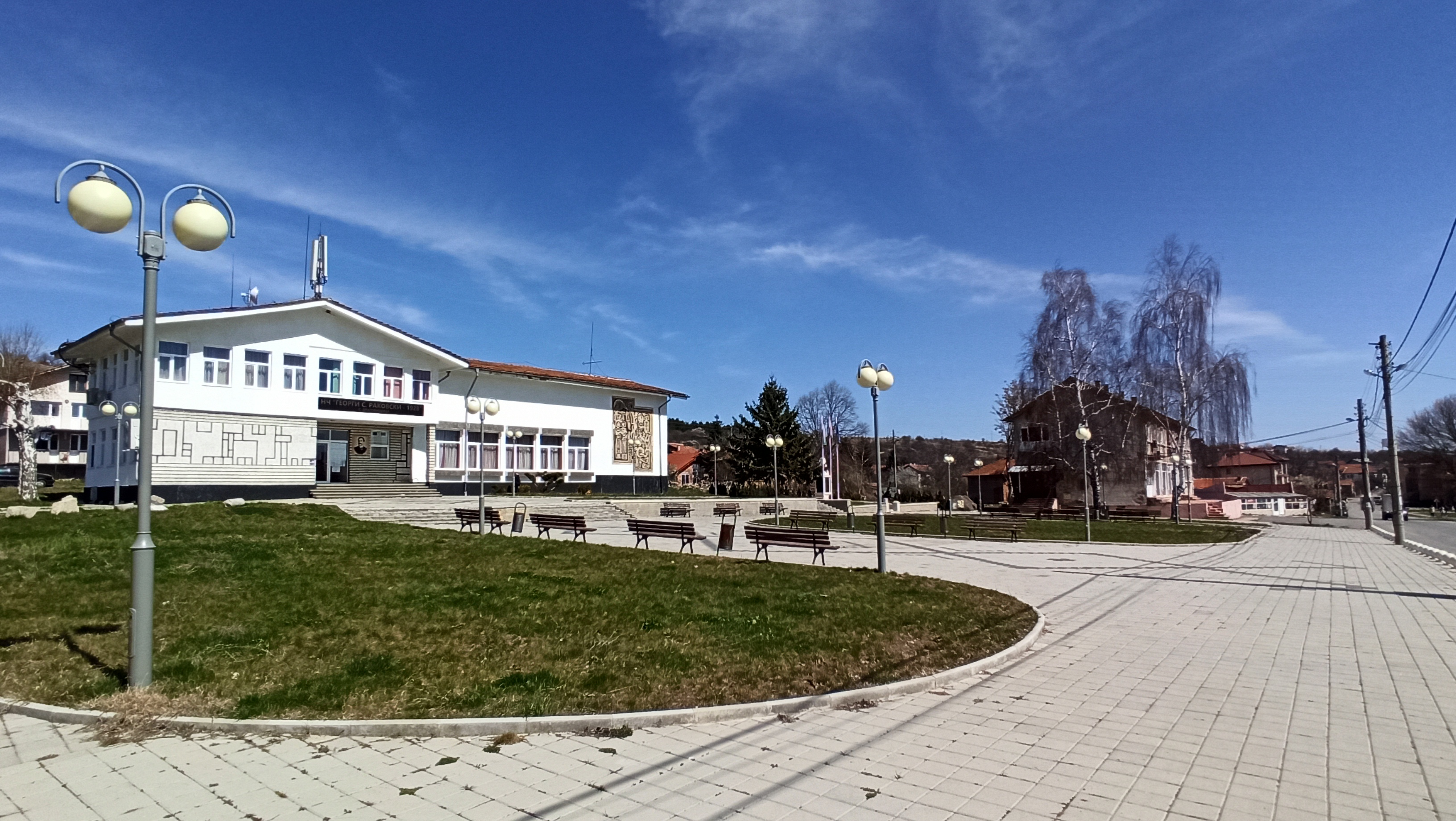
Zentrum des Dorfes im Jahr 2021

Das heutige Dorf entstand durch zwei alte Siedlungen: Batkowzi (bulgarisch: Батковци) und Dragowischtiza. Batkowzi wird das erste Mal 1420 urkundlich erwähnt, Dragowischtiza mehr als einem Jahrhundert später, im Jahr 1576. Beide Dörfer wuchsen bis 1951 zusammen und wurden am 2. März 1951 offiziell zusammengelegt. Der Name Dragowischtiza wurde daraufhin für die entstandene Siedlung genommen.

### Bildung
Die erste Schule wurde 1882 in Dragowischtiza eröffnet, jedoch noch nicht in einem eigenen Gebäude. Bis 1922 wurde in verschiedenen privaten Häusern unterrichtet. 1922 wurde von den Bewohnern Materialien und Ressourcen gesammelt und daraufhin eine eigenständige Schule erbaut. Sie entstand in 10 Monaten und hatte, neben anderen Zimmern, zwei Klassenräume.
In Batkowzi wurde das erste Progymnasium bis 1925 erbaut und war größer als die Schule im benachbarten Dorf. Der zweistöckige Bau hatte vier Klassenzimmer, ein Lehrerzimmer und einen größeren Eingangsbereich.
Beide Schulen wurden im März 1938 zur Allgemeinen Volkshochschule Batkowzi zusammengelegt.
Von 1974 bis 1976 entstand der Neubau der Schule. Im Schuljahr 1976/77 wurde ein Teil der Schule mit 5 Klassenräumen, einem Lehrerzimmer, einer Werkstatt, einem Atomschutzkeller und einer Bibliothek fertiggestellt. Der zweistöckige Bau wurde 1982 nochmals erweitert und 1984 war die Schule endgültig fertig. Die Hauptschule wird auch von Kindern aus dem Nachbardorf Gradez besucht.

## Sehenswürdigkeit
Die Kirche St. Nikolai (bulg.: Св. Николай) ist denkmalgeschützt. Sie wurde 1887 mit Hilfe von Spenden aus örtlichen Familien erbaut.

## Bevölkerungsentwicklung
Die Bevölkerungszahl steigt und fällt wieder, wobei sie jedoch ungefähr um den Wert 1050 liegt.
| Datum      | Einwohnerzahl |
| ---------- | ------------- |
| 31.12.1934 | 1003          |
| 31.12.1946 | 1084          |
| 01.12.1956 | 1075          |
| 01.12.1965 | 1223          |
| 02.12.1975 | 1301          |
| 04.12.1985 | 1214          |